# Capoeta erhani
Capoeta erhani és una espècie de peix cipriniforme de la família dels ciprínids.